# Lecontita
La lecontita és un mineral de la classe dels sulfats. Rep el seu nom de John Lawrence LeConte (1825-1883), entomòleg nord-americà, descobridor de l'espècie.

## Característiques
La lecontita és un sulfat de fórmula química (NH₄,K)NaSO₄·2H₂O. Cristal·litza en el sistema ortoròmbic. La seva duresa a l'escala de Mohs es troba entre 2 i 2,5.
Segons la classificació de Nickel-Strunz, la lecontita pertany a «07.CD - Sulfats (selenats, etc.) sense anions addicionals, amb H₂O, amb cations grans només» juntament amb els següents minerals: matteuccita, mirabilita, hidroglauberita, eugsterita, görgeyita, koktaïta, singenita, guix, bassanita, zircosulfat, schieffelinita, montanita i omongwaïta.

## Formació i jaciments
Es troba com a producte de la descomposició primerenca del guano de la ratapinyada. Va ser descoberta l'any 1858 a la cova Las Piedras, al departament de Comayagua, Honduras. També ha estat trobada a Avion (Pas-de-Calais, França) i a Reno, al comtat de Washoe (Nevada, Estats Units).